# Hem i Sverige
Hem i Sverige var en svensk tidskrift knuten till egnahemsrörelsen som i olika namn gavs ut under perioden 1908–1977. Tidskriftens förste redaktör var Adrian Molin, tillika sekreterare och ombudsman i Nationalföreningen mot emigrationen.
Tidskriften grundades 1908 som Kvartalsblad utgifvet af Nationalföreningen mot emigrationen, men fick sitt långvariga namn Hem i Sverige året efter.
På 1920-talet var upplagan 15 000 exemplar. Ulla Molin var redaktör från 1942 till 1966 och en återkommande medarbetare var illustratören Lisa Bauer. Fotografen Sune Sundahl utförde en stor mängd fotograferingsuppdrag åt tidskriften, främst under 1950-talet.